# Киндерка
Кинде́рка (тат. Киндерле) — река в республике Татарстан, приток Казанки.

## География и гидрология
Длина реки составляет 26 км, площадь водосборного бассейна 107 км². Устье реки находится по левому берегу реки Казанки, в 17 км от устья последней.
По состоянию на 2021 год река сильно обмелела и пересыхает, что скорее всего связано с обустройством небольшой плотины в районе с. Эстачи для разведения рыб.
На реке расположены населённые пункты: Пановка, Пермяки, Эстачи, Чебакса, Белянкино, Аки, Киндери, Кульсеитово, Большие Дербышки. Большая часть этих населённых пунктов включена в состав Казани.

## Данные водного реестра
По данным государственного водного реестра России относится к Нижневолжскому бассейновому округу, водохозяйственный участок реки — Волжский участок Куйбышевского водохранилища от города Казань до посёлка городского типа Камское устье. Речной бассейн реки — Волга от верховий Куйбышевского водохранилища до впадения в Каспийское море.
Код объекта в государственном водном реестре — 11010000112112100003366.